# تپه دهبنه
تپه دهبنه مربوط به سده‌های اولیه دوران‌های تاریخی پس از اسلام است و در شهرستان بیجار، بخش مرکزی، دهستان خورخوره، ۱۰۰ متری جنوب غربی روستای قشلاق خانه واقع شده و این اثر در تاریخ ۲۷ بهمن ۱۳۸۷ با شمارهٔ ثبت ۲۴۷۸۷ به‌عنوان یکی از آثار ملی ایران به ثبت رسیده است.